# Gran Premio de Bélgica de Motociclismo de 1949
El Gran Premio de Bélgica de Motociclismo de 1949 (oficialmente Grand Prix de Belgique des Motos/Grote Prijs van Belgie voor Moto's) fue la cuarta prueba del Campeonato del Mundo de Motociclismo de 1949. Tuvo lugar en el fin de semana del 17 de julio de 1949 en el  Circuito de Spa-Francorchamps en Spa (Bélgica).
La carrera de 500cc fue ganada por Bill Doran, seguido de Arciso Artesiani y Enrico Lorenzetti. Freddie Frith ganó la prueba de 350 cc, por delante de Bob Foster y Johnny Lockett.

## Resultados

### Resultados 500cc
| Pos     | Piloto                | Constructor | Tiempo     | Puntos |
| ------- | --------------------- | ----------- | ---------- | ------ |
| 1       | Bill Doran            | AJS         | 1:18:02.5  | 10     |
| 2       | Arciso Artesiani      | Gilera      | +0.2       | 8      |
| 3       | Enrico Lorenzetti     | Moto Guzzi  | +1.0       | 7      |
| 4       | Artie Bell            | Norton      |            | 6      |
| 5       | Nello Pagani          | Gilera      |            | 5      |
| 6       | Guido Leoni           | Moto Guzzi  |            |        |
| 7       | Harold Daniell        | Norton      |            |        |
| 8       | George Morrison       | Norton      |            |        |
| 9       | Sidney Jensen         | Triumph     |            |        |
| 10      | Kenneth Bills         | Velocette   |            |        |
| 11      | Arthur Wheeler        | Triumph     | +1 Vuelta  |        |
| 12      | Antonio dalle Fusine  | Gilera      | +1 Vuelta  |        |
| 13      | Albert Vertriest      | Triumph     | +1 Vuelta  |        |
| 14      | Jules Tacheny         | Triumph     | +1 Vuelta  |        |
| 15      | Oliver Scott          | Norton      | +1 Vuelta  |        |
| 16      | HArry Hinton          | Norton      | +2 Vueltas |        |
| Ret     | Fergus Anderson       | Moto Guzzi  | Ret        |        |
| Ret     | James William Beevers | Norton      | Ret        |        |
| Ret     | Eric Briggs           | Norton      | Ret        |        |
| Ret     | Oscar Clemencigh      | Gilera      | Ret        |        |
| Ret     | Leslie Dear           | Norton      | Ret        |        |
| Ret     | Robert Foster         | Moto Guzzi  | Ret        |        |
| Ret     | Freddie Frith         | Velocette   | Ret        |        |
| Ret     | Frank Fry             | Norton      | Ret        |        |
| Ret     | Auguste Goffin        | Triumph     | Ret        |        |
| Ret     | Les Graham            | AJS         | Ret        |        |
| Ret     | Hans Haldemann        | Moto Guzzi  | Ret        |        |
| Ret     | Phil Heath            | Norton      | Ret        |        |
| Ret     | Roger Laurent         | Moto Guzzi  | Ret        |        |
| Ret     | John Lockett          | Norton      | Ret        |        |
| Ret     | Léon Martin           | Gilera      | Ret        |        |
| Ret     | Umberto Masetti       | Gilera      | Ret        |        |
| Ret     | William Petch         | Triumph     | Ret        |        |
| Ret     | David Whitworth       | Triumph     | Ret        |        |
| Fuente: |                       |             |            |        |

### Resultados 350cc
| Pos     | Piloto            | Constructor | Tiempo    | Puntos |
| ------- | ----------------- | ----------- | --------- | ------ |
| 1       | Freddie Frith     | Velocette   | 1:06'14.0 | 10     |
| 2       | Bob Foster        | Velocette   | +16.0     | 8      |
| 3       | Johnny Lockett    | Norton      | +35.0     | 7      |
| 4       | David Whitworth   | Velocette   | +1:39.0   | 6      |
| 5       | Eric McPherson    | AJS         | +2:01.0   | 5      |
| 6       | Reg Armstrong     | AJS         |           |        |
| 7       | Eric Oliver       | Norton      |           |        |
| 8       | Enrico Lorenzetti | Moto Guzzi  |           |        |
| 9       | Lou Van Rijswijk  | Velocette   |           |        |
| 10      | Tommy Wood        | Velocette   |           |        |
| 11      | Sidney Jensen     | AJS         |           |        |
| 12      | George Morrison   | Norton      |           |        |
| 13      | Charly Bruguiere  | Velocette   |           |        |
| 14      | William Petch     | AJS         |           |        |
| 15      | Léon Martin       | Velocette   |           |        |
| 16      | Auguste Goffin    | AJS         |           |        |
| 17      | Arthur Wheeler    | Velocette   |           |        |
| 18      | Lo Simons         | Velocette   |           |        |
| 19      | Emile Cassart     | Velocette   |           |        |
| 20      | Denis Jenkinson   | Velocette   |           |        |
| 21      | Oliver Scott      | Velocette   |           |        |
| Fuente: |                   |             |           |        |